# أندريا لويد
أندريا لويد (بالإنجليزية: Andria Lloyd)‏ هي منافسة ألعاب القوى جامايكية، ولدت في 10 أغسطس 1971 في راستات في ألمانيا.

## وصلات خارجية
- أندريا لويد على موقع أوليمبيديا (الإنجليزية)